# Montmartin-en-Graignes
Montmartin-en-Graignes ist eine Ortschaft und eine Commune déléguée in der französischen Gemeinde Carentan-les-Marais mit 607 Einwohnern (Stand: 1. Januar 2022) im Département Manche in der Region Normandie. Die Einwohner werden Montmartinais genannt.

## Geographie
Montmartin-en-Graignes liegt rund 20 Kilometer nördlich von Saint-Lô. Der Fluss Vire durchfließt und begrenzt die Ortschaft nach Osten, im Westen der Taute. Im Süden quert der alte Canal de Vire et Taute die Gemeinde. Nachbarortschaften von Montmartin-en-Graignes sind 
- Carentan les Marais mit Saint-Pellerin und Les Veys im Norden,
- Isigny-sur-Mer und Neuilly-la-Forêt im Osten und Nordosten,
- Saint-Fromond im Südosten,
- Saint-Jean-de-Daye und Le Mesnil-Véneron im Süden,
- Graignes-Mesnil-Angot im Süden und Südwesten,
- Saint-André-de-Bohon im Südwesten,
- Terre-et-Marais mit Saint-Georges-de-Bohon im Westen und Südwesten,
- Saint-Hilaire-Petitville im Westen und Nordwesten.

Durch die Ortschaft führt die Route nationale 174.

## Geschichte
Zum 1. Januar 2019 wurde Montmartin-en-Graignes in die Commune nouvelle Carentan-les-Marais eingegliedert und ist seitdem eine Commune déléguée. Sie gehörte zum Arrondissement Saint-Lô und zum Kanton Pont-Hébert (bis 2015: Kanton Saint-Jean-de-Daye).

## Bevölkerungsentwicklung
| Jahr                       | 1962 | 1968 | 1975 | 1982 | 1990 | 1999 | 2006 | 2012 |
| Einwohner                  | 737  | 651  | 582  | 552  | 526  | 522  | 540  | 564  |
| Quellen: Cassini und INSEE |      |      |      |      |      |      |      |      |

## Sehenswürdigkeiten
- Kirche Saint-Martin aus dem 12. Jahrhundert
- Schloss Les Vignes aus dem 15. Jahrhundert
- Naturreservat der Salzwiesen des Taute

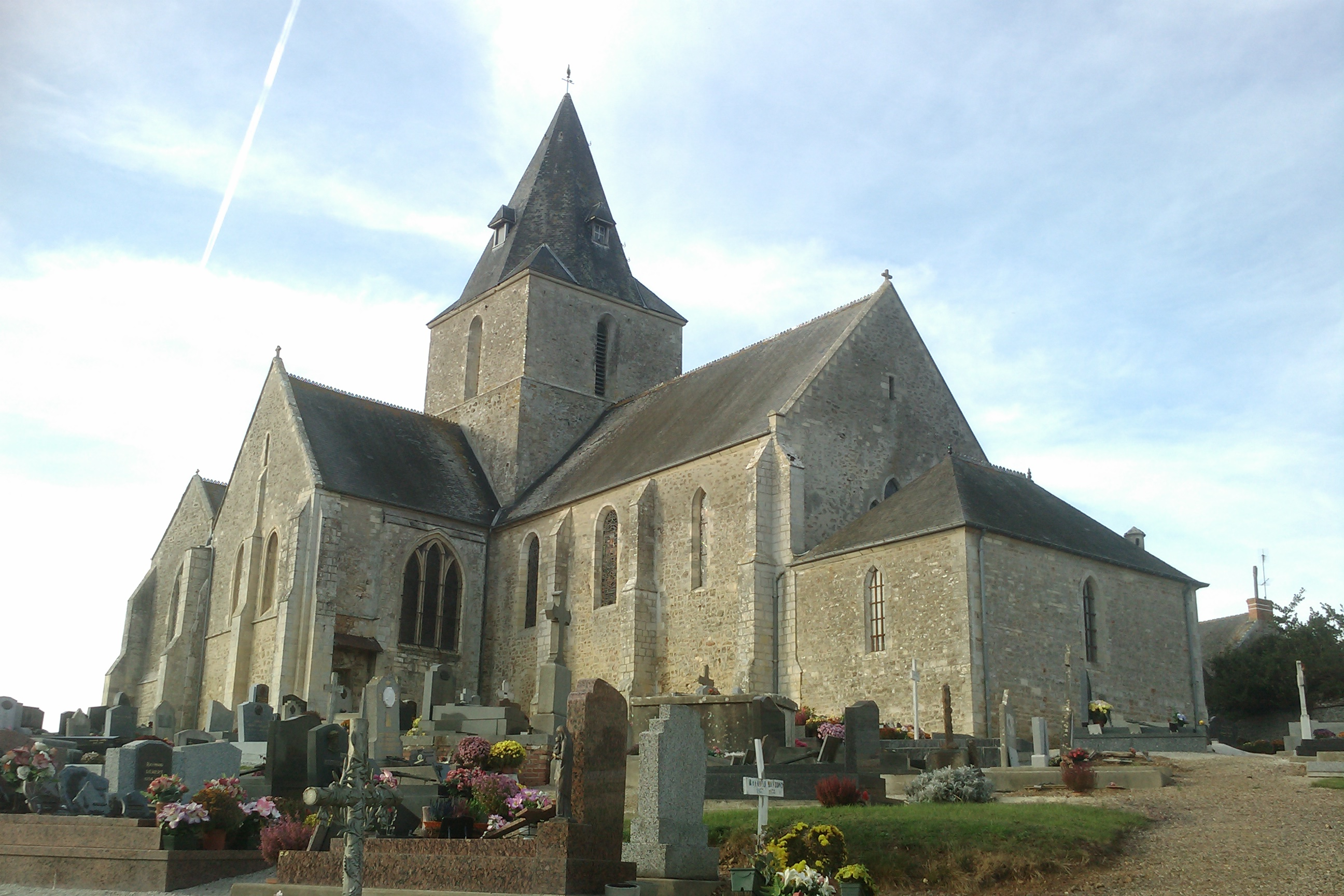
Kirche Saint-Martin